# Neothoracaphis
Neothoracaphis  (лат.) — род тлей из подсемейства Hormaphidinae (Nipponaphidini). Южная и Восточная Азия (Индия, Таиланд, Тайвань, Япония).

## Описание
Мелкие насекомые, длина 0,5—1,6 мм.
Ассоциированы с растениями Quercus и Distylium. Близок к тлям рода Thoracaphis, в составе которого были описаны многие его виды. Колонии некоторых видов связан с муравьями
.
- Neothoracaphis elongata (Takahashi, R., 1958)
- Neothoracaphis garhwalensis Chakrabarti & Raha
- Neothoracaphis glaucae (Takahashi, R., 1958)
- Neothoracaphis hangzhouensis Zhang, G.-x., 1982
- Neothoracaphis quercicola (Takahashi, R., 1921)
- Neothoracaphis querciphaga (Takahashi, R., 1958)
- Neothoracaphis saramaoensis (Takahashi, R., 1935)
- Neothoracaphis sutepensis (Takahashi)
- Neothoracaphis tarakoensis (Takahashi)
- Neothoracaphis yanonis (Takahashi)